# Szahab Ghuredżili
Szahab Ghuredżili (ur. 22 stycznia 1990) – irański zapaśnik walczący w stylu klasycznym. Ósmy na mistrzostwach świata w 2017. Brązowy medalista igrzysk Solidarności Islamskiej w 2017. Trzeci na MŚ juniorów w 2010 roku.